# Hull classification symbol

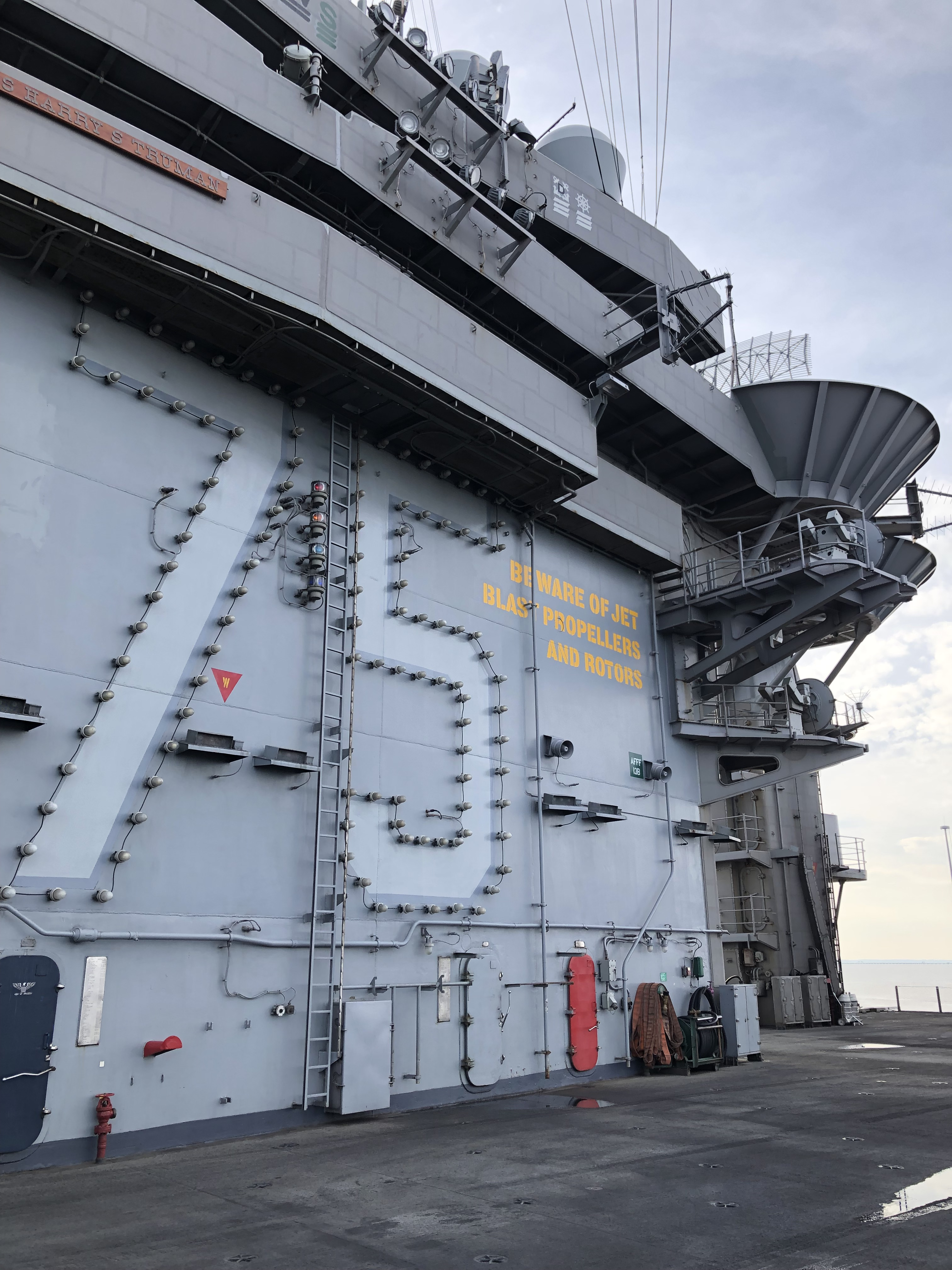
Il numero di scafo 75 riportato sulla torretta della portaerei nucleare
USS Harry S. Truman

Hull classification symbol, letteralmente "simbolo di classificazione di scafo", è un sistema di sigle adottato dalla Marina, dalla Guardia costiera e dall'Amministrazione oceanica e atmosferica degli Stati Uniti per la classificazione delle unità navali. 
Ad esempio la sigla CVN (che deriva da Carrier, Volplane, Nuclear) identifica le portaerei a propulsione nucleare. Talvolta gli hull classification symbol sono semplicemente indicati come hull code o hull numbers, codici di scafo.
Assieme al numero di scafo (hull number), assegnato dal Dipartimento della Marina, consente l'immediata e univoca identificazione di una nave della US Navy. Ad esempio CVN-72, che sta per portaerei a propulsione nucleare n. 72, identifica la USS Abraham Lincoln.
Sebbene l'identificazione sia univoca, una nave che sia stata sottoposta a significative modifiche, o che ne sia stato riconsiderato l'utilizzo in un diverso ruolo può vedersi riassegnare una nuova sigla e un nuovo numero: ad esempio la USS Patoka (AO-9) nella sua carriera vide assegnarsi in diversi periodi le sigle AV-6 e AG-125.
Inoltre il sistema, dalla sua introduzione nel 1907, è stato modificato e riorganizzato numerose volte. Pertanto talvolta una nave può vedersi riassegnata una nuova sigla, nell'ambito della riorganizzazione del sistema, nonostante non abbia subito modifiche di sorta. Ad esempio la USS Midway, nata come CVB-41, nell'ambito della riorganizzazione degli hull classification symbol per le portaerei, nel 1952 si vide assegnare la sigla CVA-41, e nel 1975 la sigla CV-41, mantenuta poi fino alla dismissione.
I paesi della NATO e i membri del Commonwealth adottano i pennant number, un sistema analogo, basato su quello introdotto dalla Royal Navy nel 1910.

## Classificazione
| Prima del 30 giugno 1975  | Prima del 30 giugno 1975 | Prima del 30 giugno 1975 | Prima del 30 giugno 1975                                                 | Dopo il 30 giugno 1975                              | Dopo il 30 giugno 1975 | Dopo il 30 giugno 1975 | Dopo il 30 giugno 1975                                 |
| ------------------------- | ------------------------ | ------------------------ | ------------------------------------------------------------------------ | --------------------------------------------------- | ---------------------- | ---------------------- | ------------------------------------------------------ |
| portaerei da attacco      | Attack Carrier           | CVA CVAN                 | Attack Aircraft Carrier Attack Aircraft Carrier Nuclear                  | portaerei multimissione                             | Multimission Carrier   | CV CVN                 | Aircraft Carrier Aircraft Carrier Nuclear              |
| incrociatore              | Cruiser                  | CG CLG                   | Cruiser Guided Cruiser Light Guided                                      | incrociatore                                        | Cruiser                | CG                     | Cruiser Guided                                         |
| fregata                   | Frigate                  | DL DLG DLGN              | Destroyer Leader Destroyer Leader Guided Destroyer Leader Guided Nuclear | incrociatorecacciatorpediniere                      | CruiserDestroyer       | CG CGN DDG             | Cruiser Guided Cruiser Guided Nuclear Destroyer Guided |
| cacciatorpediniere        | Destroyer                | DD DDG                   | Destroyer Destroyer Guided                                               | cacciatorpediniere Cacciatorpediniere lanciamissili | Destroyer              | DD DDG                 | Destroyer Destroyer Guided                             |
| ocean escort              | Ocean Escort             | DE DEG                   | Destroyer Escort Destroyer Escort Guided                                 | fregata                                             | Frigate                | FF FFG                 | Frigate Frigate Guided                                 |
| fregata di pattugliamento | Patrol Frigate           | PF                       | Patrol Frigate                                                           | fregata                                             | Frigate                | FFG                    | Frigate Guided                                         |

## Tipi in uso
- CV: Multi-purpose Aircraft Carrier • portaerei
- CVN: Multi-purpose Aircraft Carrier (Nuclear-Propulsion) • portaerei
- BB: Battleships • corazzata
- CA: Gun Cruiser • incrociatore
- CG: Guided Missile Cruiser • incrociatore
- CGN: Guided Missile Cruiser Nuclear-Propulsion • incrociatore
- DD: Destroyer • cacciatorpediniere
- DDG: Guided Missile Destroyer • cacciatorpediniere
- FF: Frigate • fregata
- FFG: Guided Missile Frigate • fregata
- FFR: Radar Picket Frigate • fregata
- FFT: Frigate (Reserve Training) • fregata
- SS: Submarine • sottomarino
- SSN: Submarine Nuclear-Powered • sottomarino
- SSBN: Ballistic Missile Submarine Nuclear-Powered • sottomarino
- PG: Patrol Combatant • motocannoniera
- LHA: Amphibious Assault Ship (General Purpose) • Landing Helicopter Assault
- LHD: Amphibious Assault Ship (Multi-Purpose) • Landing Helicopter Dock
- LPD: Amphibious Transport Dock • Landing Platform Dock
- LPH: Amphibious Assault Ship (Helicopter) • Landing Platform Helicopter
- LKA: Amphibious Cargo Ship • amphibious cargo ship
- LSD: Dock Landing Ship • landing ship dock
- LSM: Medium Landing Ship • landing ship medium
- LST: Tank Landing Ship • Landing Ship Tank
- LCC: Amphibious Command Ship • Amphibious Command Ship

...

## Elenco generale
- ARC: Armored Troop Carrier, trasporto truppe corazzato;
- ASPB: Assault Support Patrol Boat, pattugliatore da assalto e supporto;
- AV: Seaplane Tender, nave appoggio idrovolanti;
- BB: Battleship, nave da battaglia;
- BM: Monitor, impiegata dal 1920 fino al ritiro delle unità, prima era impiegata la M;
- CCB: Command and Control Boat, barca da comando e controllo;
- CG: cruiser guided missile, incrociatore missilistico;
- portaerei[2]
  - CV: Aircraft Carrier; portaerei di flotta, dal 1921 al 1975; portaerei multiruolo, dal 1975;
  - CVN: Aircraft Carrier Nuclear; portaerei nucleare;
  - ACV: Auxiliary Aircraft Carrier - portaerei ausiliaria;
  - CVA: Attack Aircraft Carrier; portaerei d'attacco, dal 1975 unificata in CV;
  - CVAN: Attack Aircraft Carrier Nuclear; portaerei d'attacco nucleare, dal 1975 unificata in CVN;
  - CVB: Large/Big Aircraft Carrier; portaerei grande, dal 1952 unificata in CVA;
  - CVE: Escort Aircraft Carrier; portaerei di scorta;
  - CVH: Helicopter Aircraft Carrier;[3]
  - CVHA: Assault Helicopter Aircraft Carrier;
  - CVHE: Escort Helicopter Aircraft Carrier;
  - CVL: Small/Light Aircraft Carrier; portaerei leggera;
  - CVS: ASW Support Aircraft Carrier; portaerei antisommergibile;
  - CVT: Training Aircraft Carrier;
  - CVU: Utility Aircraft Carrier;
- DDG: Destroyer Guided missile, cacciatorpediniere missilistico;
- DE: Destroyer Escort, cacciatorpediniere di scorta, poi riclassificate come Ocean Escort, OE;
- DDE: Escort Destroyer, cacciatorpediniere trasformati in unità di scorta antisommergibile;
- DDH: Destroyer Helicopter Carrier;
- DDV: Destroyer Variant;
- DSRV: Deep Submergence Rescue Vehicle, veicolo da salvataggio subacqueo;
- FFG: Frigate Guided missilile, fregata missilistica;
- LCAC: Landing Craft, Air Cushion, mezzo da sbarco a cuscino d'aria;
- LCM: Landing Craft, Mechanized, imbarcazione da sbarco truppe meccanizzate;
- LCT: Landing Craft Tank, imbarcazione da sbarco per carri armati;
- LCVP: Landing Craft, Vehicle, Personnel, imbarcazione da sbarco per veicoli e personale;
- LST: Landing Ship Tank, nave da sbarco per carri armati;
- M: Monitor, impiegata dal 1880 al 1920;
- MON: Monitor, unità fluviali impiegate durante la guerra del Vietnam;
- OE: Ocean Escort, già Destroyer Escort, classificazione abrogata il 30 giugno 1975;
- PBR: Patrol Boat, River, barca da pattugliamento fluviale, impiegata durante la guerra del Vietnam;
- PC: Patrol, Coastal, unità da pattugliamento costiero;
- PCE: Patrol Craft, Escort, corvetta da pattugliamento e scorta;
- sottomarini
  - SS: Attack Submarine (Diesel-Electric Power), sottomarino convenzionale d'attacco;
  - SSN: Attack Submarine (Nuclear-Powered), sottomarino nucleare d'attacco (SNA in francese);
  - SSB: Ballistic Missile Submarine (Diesel Electric Power), sottomarino lanciamissili balistici;
  - SSBN: Ballistic Missile Submarine (Nuclear-Powered), sottomarino lanciamissili balistici nucleare (SNLE in francese);
  - SSG: Guided Missile Submarine (Diesel-Electric Power), sottomarino lanciamissili di crociera;
  - SSGN: Guided Missile Submarine (Nuclear-Powered), sottomarino lanciamissili di crociera nucleare;
  - SSK: Hunter-Killer/ASW Submarine, sottomarino anti-sottomarino.

...